# Tenki
Tenki je greben v bližini otoka Krka pri rtu Tenkija na Hrvaškem. V bližini sta dva majhna otoka.
Vrh grebena je 3 m pod morsko gladino. Lahko doseže globino do 40 metrov. Na globini 9 metrov je vodni predor, skozi katerega lahko gredo potapljači, v bližini pa se nahajajo tudi manjše jame. V zgodnjem ilirskem obdobju so bile plitvine zaradi nižje gladine morja površinska pečina.